# Bulgăruș, Timiș
Bulgăruș (română Bulgăreni germană Bogarosch, maghiară Bogaros) este un sat în comuna Lenauheim din județul Timiș, Banat, România.

## Localizare
Satul Bulgăruș se situează în vestul județului Timiș la 20 km de Jimbolia și circa 40 km de Timișoara. La circa 5km de sat trece drumul național DN6 care leagă Timișoara de granița cu Ungaria. Se află la o distanță de 8,5 km de Gottlob, la 5,8 km de DN6, la 

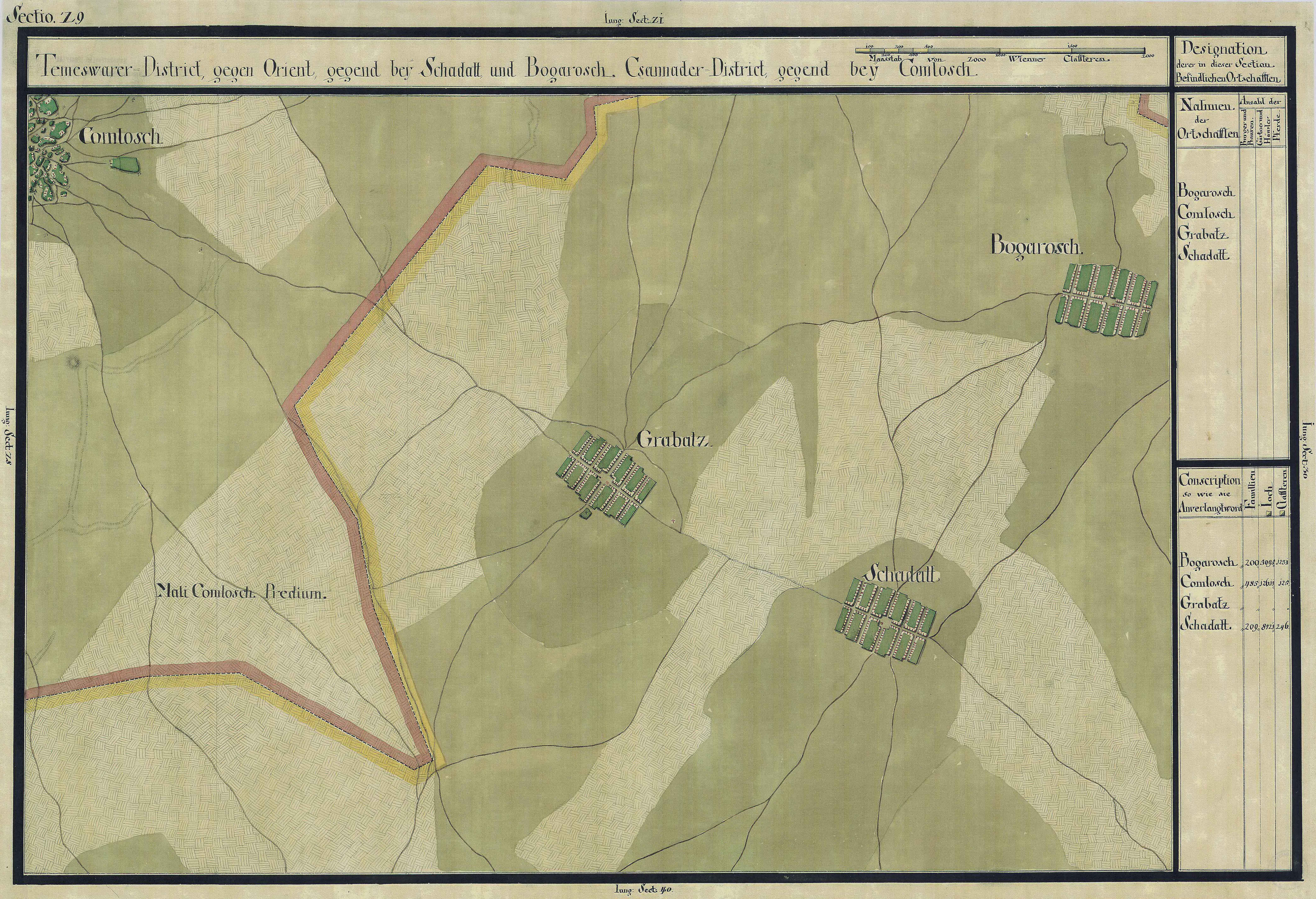
Bulgăruş în Harta Iosefină a Banatului, 1769-72

Localitatea Bulgăruș este atestată pentru prima dată de documente ungare care datează de la 1452 și 1493. Atunci avea numele de Bogaros. În timpul ocupației otomane a Banatului se pare că ea a fost complet pustiită și a dispărut spre sfârșitul secolului XVI. Totuși, numele Bogaros apare în mai multe defteruri turcești, referitor la prediumul cu același nume. La conscripția din 1717 ea apare ca fiind nelocuită. Vechea vatră a satului a fost identificată la circa 100 km de satul actual.
Satul a fost reînființat la 1769 prin colonizare cu germani, după planul comandantului Timișoarei Neumann. Primii coloniști germani (șvabi) au început să se instaleze în Bulgăruș pe la începutul lui 1769 și proveneau din Lotaringia, Luxemburg, Austria Superioară, Hessa. Fiecare a primit un lot ce casă, 34 jugăre de pământ, materiale de construcții și li s-au acordat diverse privilegii și scutiri de impozite. Epidemia de ciumă din 1831-1836 a ucis un număr mare de locuitori.
În timpul deportărilor în Bărăgan, localitatea a fost una dintre cele mai afectate din întreg Banatul, nu mai puțin de 559 de persoane fiind deportate (circa un sfert din totalul populației). Exodul germanilor s-a produs de-a lungul perioadei comuniste și în final, după 1990. Astăzi satul este majoritar român, cu o comunitate consistentă de țigani (circa 250).

## Populație
Evoluția populației, structurată pe etnii:

## Personalități locale
- Johann Szimits (5 iulie 1852 - 26 martie 1910, Viena), poet.